# Damery, Somme
Damery är en kommun i departementet Somme i regionen Hauts-de-France i norra Frankrike. Kommunen ligger i kantonen Roye som tillhör arrondissementet Montdidier. År 2022 hade Damery 222 invånare.

## Befolkningsutveckling
Antalet invånare i kommunen Damery
| Referens: INSEE |